# Derecho a un medio ambiente sano

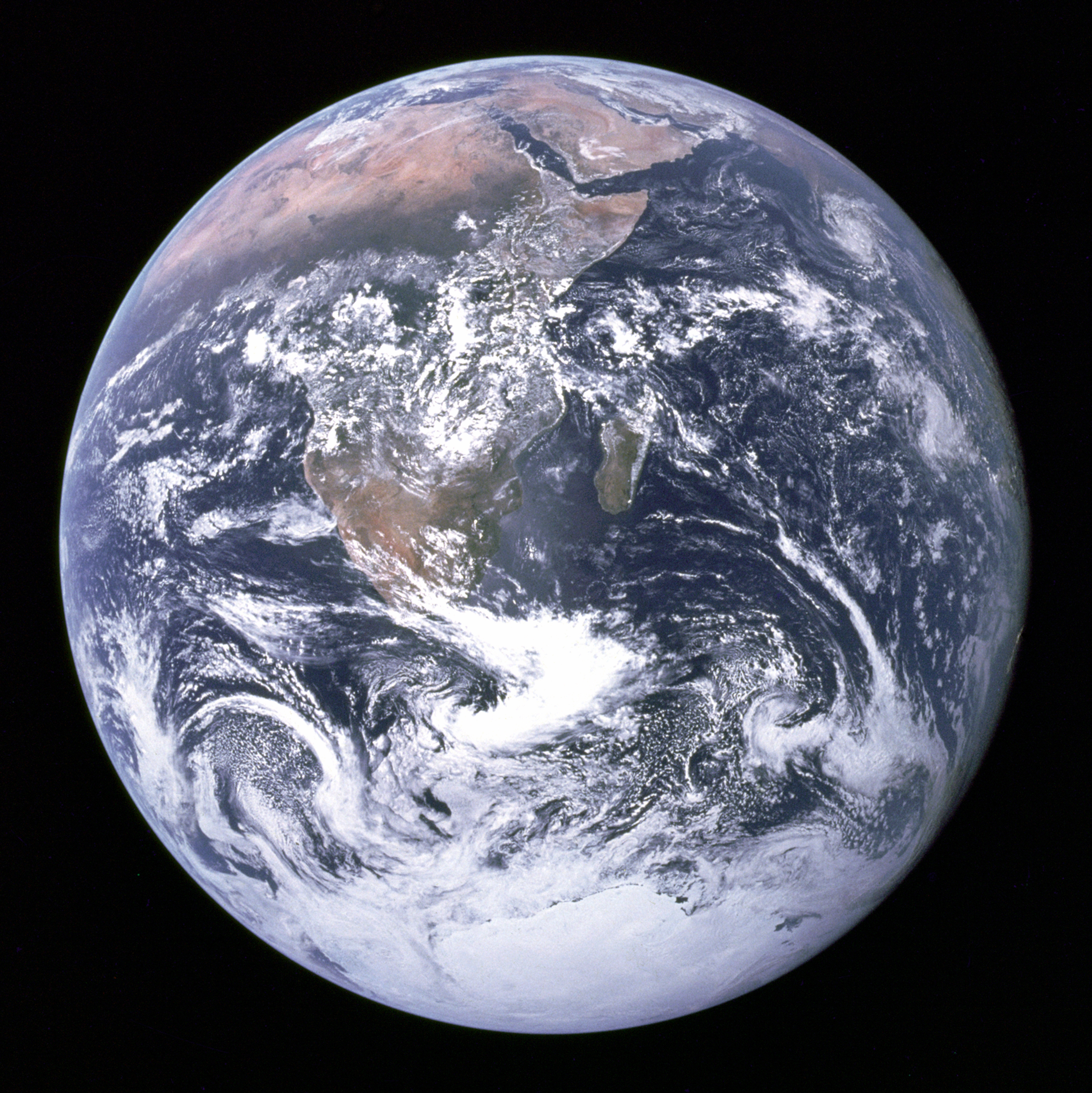

El derecho a un medio ambiente sano o el derecho a un medio ambiente, limpio, saludable y sostenible es un derecho humano defendido por organizaciones de derechos humanos y organizaciones ambientales para proteger los sistemas ecológicos que brindan salud humana. Fue reconocido oficialmente como un derecho durante la sesión n. 48 del Consejo de Derechos Humanos de las Naciones Unidas a través de la Resolución 48/13 del 8 de octubre de 2021.
El derecho está interconectado con otros derechos humanos centrados en la salud, como el derecho humano al agua y el saneamiento, el derecho a la alimentación y el derecho a la salud. El derecho a un medio ambiente saludable utiliza un enfoque de derechos humanos para proteger la calidad del medio ambiente en contraposición a la teoría legal desarrollada para los derechos de la naturaleza que intenta extender los derechos creados para los seres humanos u otras entidades legales a la naturaleza.
El derecho crea una obligación del estado a regular y hacer cumplir las leyes ambientales, controlar la contaminación y, de otro modo, brindar justicia y protección a las comunidades dañadas por problemas ambientales.  El derecho a un medio ambiente saludable ha sido importante para crear precedentes legales ambientales para los litigios relacionados con el cambio climático y otras cuestiones ambientales.
El derecho a un medio ambiente sano es un elemento central del enfoque internacional de los derechos humanos y el cambio climático. Los acuerdos internacionales que apoyan este derecho incluyen la Declaración de Estocolmo de 1972, la Declaración de Río de 1992 y el más reciente Pacto Mundial por el Medio Ambiente. Más de 150 estados de la ONU han reconocido el derecho de alguna forma a través de legislación, litigios, derecho constitucional, derecho de tratados u otra autoridad legal. Dos tratados regionales, la Carta Africana de Derechos Humanos y de los Pueblos y la Convención Americana sobre Derechos Humanos, incluyen el derecho a un medio ambiente saludable. Otros marcos de derechos humanos, como la Convención sobre los Derechos del Niño, se refieren a cuestiones ambientales en la medida en que se relacionan con el enfoque del marco, en este caso los derechos del niño.

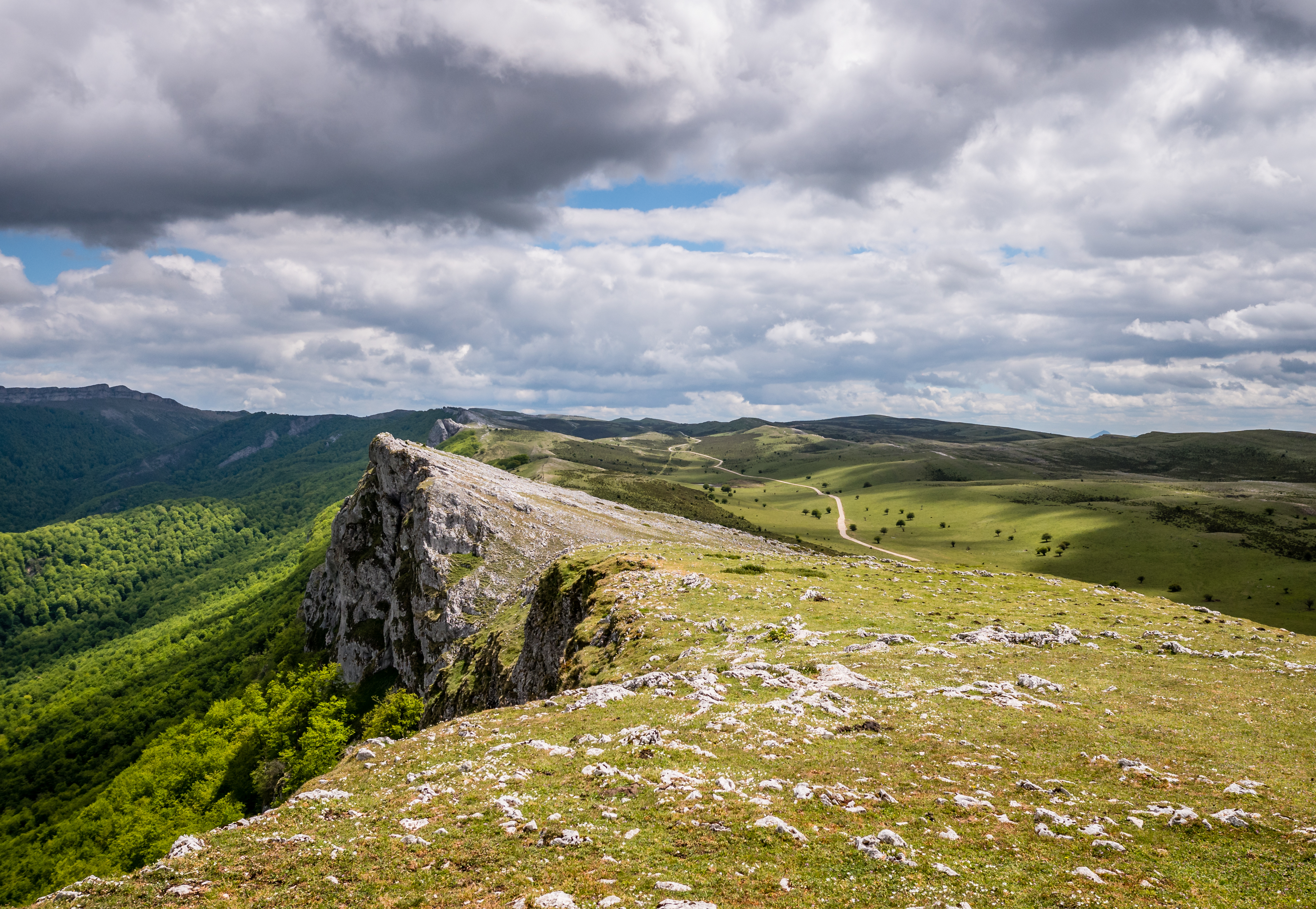

Se evidencia una multiplicidad de herramientas para los Derechos Humanos, como la instauración del mandato de los procedimientos especiales de la ONU sobre los derechos humanos y el medio ambiente en 2012. John Knox fue titulado primer Experto Independiente sobre las constricciones de derechos humanos enlazadas al goce de un medio ambiente sano, limpio  y seguro. En marzo del 2018, el Consejo de Derechos Humanos designa a David Boyd como Relator Especial.
Los Relatores Especiales sobre Derechos Humanos y Medio Ambiente John Knox (2012-2018) y David Boyd (2018-presente) han hecho recomendaciones sobre cómo formalizar estos derechos en el derecho internacional. Esto fue respaldado por varios comités a nivel de la ONU y comunidades legales locales (por ejemplo, la Asociación de Abogados de la Ciudad de Nueva York) en 2020.
En julio de 2025, la Corte Interamericana de Derechos Humanos reconoció el derecho al clima sano dentro del derecho al medio ambiente sano, reconoció la naturaleza como sujeto jurídico y la Obligación de No Causar Daños Ambientales Irreversibles como de ius cogens y esclareció obligaciones puntuales para los Estados en materia de protección, derechos, responsabilidad empresarial, entre otros.